# Los Alamitos
Los Alamitos is een plaats (city) in de Amerikaanse staat Californië en valt bestuurlijk gezien onder Orange County.

## Demografie
Bij de volkstelling in 2000 werd het aantal inwoners vastgesteld op 11.536.
In 2006 is het aantal inwoners door het United States Census Bureau geschat op 11.696, een stijging van 160 (1,4%).

## Geografie
Volgens het United States Census Bureau beslaat de plaats een oppervlakte van
10,6 km², waarvan 10,4 km² land en 0,2 km² water. Los Alamitos ligt op ongeveer 3 m boven zeeniveau.

## Plaatsen in de nabije omgeving
De onderstaande figuur toont nabijgelegen plaatsen in een straal van 8 km rond Los Alamitos.